# San (Mali)
San – miasto w Mali; 24 tys. mieszkańców (2006). Przemysł spożywczy, włókienniczy.

## Współpraca
Miejscowość partnerska:
- Huy, Belgia